# Thouaret
Der Thouaret ist ein Fluss in Frankreich, der im Département Deux-Sèvres in der Region Nouvelle-Aquitaine verläuft. Er entspringt im Gemeindegebiet von Chanteloup, entwässert generell in nordöstlicher Richtung und mündet nach rund 52 Kilometern beim Weiler Maulais, im Gemeindegebiet von Taizé-Maulais, als linker Nebenfluss in den Thouet.

## Orte am Fluss
- Chanteloup
- La Chapelle-Saint-Laurent
- Boismé
- Chiché
- Faye-l’Abbesse
- Glénay
- Saint-Varent
- Luzay